# فريدريك ويلسون هال
فريدريك ويلسون هال (بالإنجليزية: Frederick Wilson Hall) هو قاضي أمريكي، ولد في 22 فبراير 1908 في بيتسبرغ في الولايات المتحدة، وتوفي في 7 يوليو 1984.